# Last Summer (film 2014)
Last Summer è un film del 2014 diretto da Leonardo Guerra Seràgnoli.

## Trama
Una giovane donna giapponese perde la custodia del figlio di sei anni ma le restano quattro giorni per dirgli addio. L'incontro avviene a bordo della barca a vela dell'agiata famiglia occidentale dell'ex-marito. Trovandosi in una sorta di prigione dorata in mezzo al mare, sorvegliata a vista dall'equipaggio, la madre deve affrontare la sfida di riavvicinarsi al figlio prima di separarsene per molto tempo.

## Produzione
Il film è stato girato interamente su una barca nel mare della Puglia, con un cast internazionale raccolto dal regista italiano Leonardo Guerra Seràgnoli, al suo esordio nel lungometraggio. Protagonista è l'attrice giapponese Rinko Kikuchi, accanto all'olandese Yorick Van Wageningen, Lucy Griffiths, Laura Sofia Bach, Daniel Ball e il piccolo esordiente anglogiapponese Ken Brady.
La sceneggiatura è scritta con l'autore di graphic-novel Igort e con la collaborazione - per la caratterizzazione della protagonista - della scrittrice giapponese Banana Yoshimoto. I costumi sono di Milena Canonero (che ha anche partecipato alla produzione), e il montaggio è dell'austriaca Monika Willi. Anche la barca a vela è una star: si tratta di un 43 metri di lusso, disegnato dall'architetto navale Bill Tripp e con gli interni e la coperta su disegno di Odile Decq.

## Distribuzione
Il film è stato presentato in Italia il 18 ottobre 2014 nella sezione Prospettive Italia al Festival internazionale del film di Roma.

## Riconoscimenti
- 2015 - Festival del cinema di Porretta Terme - Concorso Fuori dal giro - Premio del pubblico;